# 二甲氨基锂
二甲氨基锂是一种有机化合物，也是氨基锂的衍生物。

## 制备
二甲氨基锂可以由溶于己烷的丁基锂和二甲胺 反应而成：
{\displaystyle \mathrm {LiBu+HNMe_{2}\longrightarrow LiNMe_{2}+BuH} }{\displaystyle \mathrm {Bu=C_{4}H_{9}} }

## 性质
二甲氨基锂是一种白色固体，  与水剧烈反应。 

## 用处
二甲氨基锂可用于合成过渡金属的某些有机亚氨基配合物，以及用于其他物质的合成。 